# 古季里夫卡 (克吉奇夫卡區)
49°17′17″N 35°39′15″E / 49.28806°N 35.65417°E
古季里夫卡（烏克蘭語：Гутирівка），是烏克蘭東部的村莊，隸屬哈爾科夫州的別列斯京區。該村始建於1750年，面積0.82平方公里，海拔高度135米，2001年人口214，人口密度每平方公里259.7人。